# Supercoppa italiana 2011 (pallavolo femminile)
La Supercoppa italiana di pallavolo femminile 2011 si è svolta il 16 febbraio 2012: al torneo hanno partecipato due squadre di club italiane e la vittoria finale è andata per la sesta volta al Volley Bergamo.

## Regolamento
Le squadre hanno disputato una gara unica.

## Squadre partecipanti
| Squadra       | Qualificazione                  | Ultima partecipazione    |
| ------------- | ------------------------------- | ------------------------ |
| Bergamo       | Vincitrice Serie A1 2010-11     | Supercoppa italiana 2008 |
| Villa Cortese | Vincitrice Coppa Italia 2010-11 | Supercoppa italiana 2010 |

## Torneo
| 16 febbraio 2012 Palazzetto dello Sport, Monza Durata: 1h:52 - Spettatori: 3 300 | Bergamo | 3 - 2 | Villa Cortese | 25-20, 20-25, 17-25, 25-22, 15-13 |